# Micromalthus debilis
Micromalthus debilis is een keversoort uit de familie Micromalthidae. De wetenschappelijke naam van de soort is voor het eerst geldig gepubliceerd in 1878 door J.LeConte.